# Pueblo Pintado
Pueblo Pintado (Navajo: Kinteel Chʼínílíní) ist ein Dorf im McKinley County im US-Bundesstaat New Mexico.
Pueblo Pintado hat 247 Einwohner auf einer Fläche von 27,2 km². Die Bevölkerungsdichte liegt bei 9,1/km². Das Dorf liegt im Norden des Countys nahe der Grenze zum San Juan County und zum Sandoval County.